# Filipijnse verkiezingen 1941
Op 11 november 1941 werden de Filipijnse verkiezingen van 1941 georganiseerd. Op deze dag werd op landelijk als op lokaal niveau nieuwe vertegenwoordigers gekozen. De verkiezingen voor president en vicepresident van het Gemenebest van de Filipijnen werden gewonnen door respectievelijk Manuel Quezon en Sergio Osmeña van de Nacionalista Party. Beiden mannen waren bij de Filipijnse verkiezingen van 1935 ook al gekozen. Tevens konden de stemgerechtigden de leden van een het Nationaal Assemblee kiezen. Alle gekozen kandidaten waren lid van de Nacionalista Party.

## Resultaten

### Presidentsverkiezingen
| Kandidaat     | Politieke partij   | Aantal stemmen | %     |
| ------------- | ------------------ | -------------- | ----- |
| Manuel Quezon | Nacionalista Party | 1.340.320      | 81,78 |
| Juan Sumulong | Popular Front      | 298.608        | 18,22 |
|               |                    |                |       |

### Vicepresidentsverkiezingen
| Kandidaat     | Politieke partij   | Aantal stemmen | %     |
| ------------- | ------------------ | -------------- | ----- |
| Sergio Osmeña | Nacionalista Party | 1.445.897      | 92,10 |
| Emilio Javier | Popular Front      | 124.035        | 7,90  |
|               |                    |                |       |

### Senaatsverkiezingen
| Senaatsverkiezingen 1941 | Senaatsverkiezingen 1941 | Senaatsverkiezingen 1941 | Senaatsverkiezingen 1941 |
| Kandidaat                | Partij                   | Stemmen                  |                          |
| ------------------------ | ------------------------ | ------------------------ | ------------------------ |
| Claro Recto              | Nacionalista Party       | 355.748                  |                          |
| Manuel Roxas             | Nacionalista Party       | 351.206                  |                          |
| Ramon Torres             | Nacionalista Party       | 335.679 ?                |                          |
| José Yulo                | Nacionalista Party       | 334.878                  |                          |
| Elpidio Quirino          | Nacionalista Party       | 330.147                  |                          |
| Antonio de las Alas      | Nacionalista Party       | 321.596                  |                          |
| Emiliano Tria Tirona     | Nacionalista Party       | 319.664                  |                          |
| Eulogio Rodriguez sr.    | Nacionalista Party       | 316.664                  |                          |
| Quintin Paredes          | Nacionalista Party       | 315.656                  |                          |
| Vicente Madrigal         | Nacionalista Party       | 311.259                  |                          |
| Melecio Arranz           | Nacionalista Party       | 311.259                  |                          |
| Domingo Imperial         | Nacionalista Party       | 311.259                  |                          |
| Daniel Maramba           | Nacionalista Party       | 311.259                  |                          |
| Jose Ozamis              | Nacionalista Party       | 311.259                  |                          |
| Pedro Hernaez            | Nacionalista Party       | 303.295 ?                |                          |
| Nicolas Buendia          | Nacionalista Party       | 303.295 ?                |                          |
| Ramon Fernandez          | Nacionalista Party       | 300.917                  |                          |
| Carlos Garcia            | Nacionalista Party       | 298.968                  |                          |
| Esteban de la Rama       | Nacionalista Party       | 298.444                  |                          |
| Vicente Rama             | Nacionalista Party       | 295.805                  |                          |
| Proceso Sebastian        | Nacionalista Party       | 293.656                  |                          |
| Sultan sa Ramain         | Nacionalista Party       | 290.800                  |                          |
| Rafael Martinez          | Nacionalista Party       | 270.527                  |                          |